# مات جونستون
مات جونستون (15 أكتوبر 1985 في أستراليا - )  (بالإنجليزية: Matt Johnston)‏ هو لاعب كريكت أسترالي. لعب مع فريق تسمانيا للكريكت وفريق غرب أستراليا للكريكت ‏ وAdelaide Strikers ‏ وHobart Hurricanes ‏.

## وصلات خارجية
- مات جونستون على موقع إي آس بي آن كريك إنفو (الإنجليزية)